# Rouco (apellido)

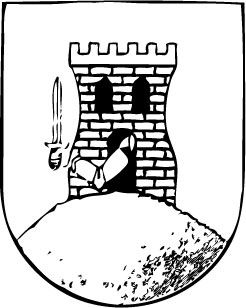
Escudo de la familia Rouco

Rouco es un apellido que tiene una gran antigüedad en Galicia.

## Heráldica
Armas: En campo de plata, una torre de piedra aclarada de sable, sobre un monte de su color, y saliendo de la puerta, un brazo armado, al natural, empuñando una espada de plata.

## Historia
El apellido Rouco aparece citado por primera vez en el siglo XII en un documento del Monasterio de Sobrado (La Coruña), datado en diciembre de 1159. Se trata de un tal “Petrus Raucus”. En el mismo tombo de Sobrado (La Coruña) aparecen otros Rouco, naturalmente latinizados, en 1160, 1163 y 1231. También hay un judío o moro que, en 1203 lleva el nombre de “Munio Raucus conversus”. Esto permite suponer que se trataba de un constructor o albañíl, probablemente de raza judía o mora, convertido al cristianismo. Tradicionalmente estos oficios, de carácter ambulante, eran ejercidos por poblaciones no autóctonas y muy singularmente por colonias de judíos que se asentaban en guetos o barrios apartados de las ciudades. En este sentido resulta significativo constatar como en Betanzos existía desde tiempos remotos una judería consolidada en la denominada "Rúa dos xudeos", que aún se puede visitar.
En el siglo XIII aparece citado un hombre de apellido Rouco como cortesano en un documento portugués. En 1348 se cita a un Gonçalvo Eans da Rrouca. En 1418, del lugar de Pena (Orense), un Gonzalo Eanes de Roucos
En el siglo XVI, en Betanzos, se tienen noticias de un tal Juan Rouco de Parga, procurador general, que fue nombrado en 1590 Alférez Mayor y Regidor Perpetuo de la ciudad por merced del Rey Felipe II. Este Juan Rouco de Parga era un ricohombre que casó con María Porras, hija de Juan Porras, hidalgo, y está enterrado en la iglesia de Santiago de esta ciudad.
En 1592 Juan Rouco de Parga, Depositario General de la ciudad de Betanzos, se asocia con Alonso da Fraga, residente en la misma, mediante contrato otorgado ante el escribano Juan Pérez Álvarez, por el cual le hacía entrega de cien ducados: "que a de enplear con toda brevedad posible conprar la quantidad de mançana que allare y se pudiese conprar al más cómodo preçio que se pediere conprar y la a de cargar en buen nabío y con buen tienpo y por cuenta de entranbos, y a pérdida y ganancia, la a de llebar en (roto) a la ciudad de Lisbona o a otro puerto donde se pueda bender o baler, procurando la brevedad y despacho y buena venta..." (Archivo Notarial de La Coruña. Protocolo 14, folio 261).
En el índice de apellidos probados de la Orden de Carlos III aparece registrada como noble Jacinta Rouco. Esta orden española, una de las más tardías, fue fundada en el siglo XVIII por el monarca del mismo nombre para premiar la virtud y el mérito justificados en favor del servicio real y en conmemoración del nacimiento del príncipe Carlos, futuro Carlos IV.

## Localización
Se sabe que los Rouco tuvieron radicación, entre otros lugares, en: Galicia y Las Islas Canarias.
Existen dos poblaciones en Galicia cuyo topónimo tiene alguna relación con el apellido. Una de ellas es Roucón, cercana a Iria Flavia, ayuntamiento de Padrón (La Coruña). La otra es Roucos, un lugar de la parroquia de San Lorenzo da Pena, municipio de Cenlle (Orense), donde existió un castillo con el nombre de Castillo de Roucos. En esta última población existe una casa de Rouco, actualmente en ruinas, donde al parecer habitaron dos hermanos, uno de los cuales había sido eclesiástico. Sin embargo no hay evidencias de que haya ni un solo Rouco enterrado en el cementerio de esta población.
También se puede citar, aunque sin relación clara con el apellido, sino más bien con las grafías Roucos o Rouços, el lugar de Rouzós, en Amoeiro (Orense).
Muchos apellidos tienen su origen en el lugar de nacimiento o residencia de sus primeros usuarios, lo que daría pábulo a la teoría de que el apellido Rouco viene de alguna de las poblaciones antes citadas. Sin embargo existe también la posibilidad de que el apellido tenga su origen en una característica física de sus primeros usuarios. Cualquiera de estas dos posibilidades es factible en lo que concierne al apellido Rouco. De hecho el apellido tiene dos acepciones en relación con su precedente latino: raucus-a-um. Una de ellas es Lugar rocoso o inaccesible, lo que haría más plausible la teoría de que tiene su origen en el lugar de Roucos (Cenlle), donde existía un castillo con este nombre en lo alto de una roca. La segunda de las acepciones es de voz ronca o cavernosa, lo que podía dar pábulo a la teoría de que el apellido se origina en función de una característica física de sus primeros portadores: el hecho de tener la voz ronca, y en este caso sus primeros representantes serían los antes citados pobladores de la zona de Monfero, Betanzos y Parga, entre los siglos XII y XVI.
En el siglo XVIII existía en las cercanías de Villalba, en la parroquia de San Simón da Costa, la casa do Rego das Hedradas, de la familia Rouco-Anello das Hedradas, a la que pertenecían Antón Fernández Rouco, cura de Santa María de Burela de Cabo, Pedro Rouco, que funda la capellanía de Nuestra Señora de la Concepción, y Josefa Rodríguez Anello, que heredó todos los solares de sus antepasados y que casa en 1749 con Bernardino Santomé e Aguiar, hidalgo, merino de la jurisdicción de Villalba. Sus descendientes directos llegan hasta Ramón Santomé Basanta, abogado y señor das Folgueiras que falleció a mediados del siglo XX.
En Santa Mariña de Fontecuberta (Palas de Rey) existe la Casa-torre de Moreira, que pertenece a las familias Rouco y Vila.
En el lugar de Campomaior, Parroquia de Samarugo, existe la casa de Rouco.
A finales del siglo XIX existía un Pazo de Rouco en el lugar de Pedralonga, a la entrada de La Coruña. En esta misma época un Rouco fue concejal del Ayuntamiento de La Coruña. También existe una tumba en el cementerio de San Amaro, en La Coruña, de una familia Rouco, de estilo modernista.
Actualmente en Galicia existen 3.480 personas que comparten el apellido Rouco. De ellas 1.518 están en la provincia de Lugo y de estas, 555 en el municipio de Villalba, que es el que más habitantes así llamados acumula (un 1,7809% de la población). El apellido Rouco es el 13.066° apellido más común en España.